# Abbey Dawn

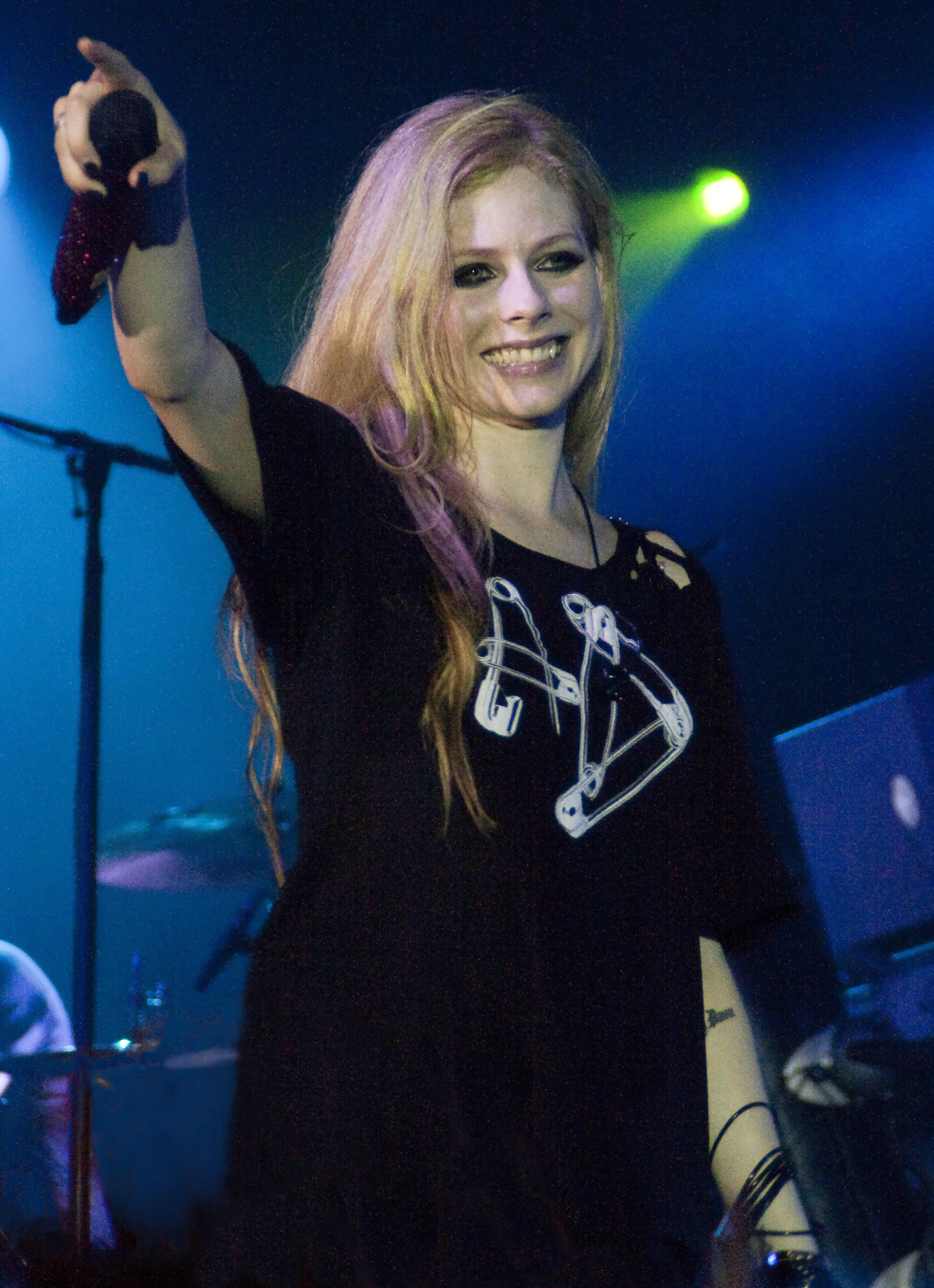
Avril Lavigne oblečená v tričku z kolekce Abbey Dawn

Abbey Dawn je oděvní značka navržená zpěvačkou Avril Lavigne, prodávaná výhradně v obchodním řetězci Kohl's v USA.
Jméno značky Avril údajně zvolila podle své přezdívky z dětství, Abbey Dawn byla ulice, kde její otec pracoval a podle ní ji takhle řikali. Oblečení Avril navrhuje podle svého osobitého stylu a Avril také chtěla, aby věci této značky byly cenově dostupné. Cenově se pohybují od 20 do 50 dolarů. Prodávají se trička, kalhoty, mikiny, šaty, sukně, džíny, pyžama, náramky, sluneční brýle, tašky a jiné.